# Anton Maria Lamberti
 (avril 2022).
Si vous disposez d'ouvrages ou d'articles de référence ou si vous connaissez des sites web de qualité traitant du thème abordé ici, merci de compléter l'article en donnant les références utiles à sa vérifiabilité et en les liant à la section « Notes et références ».
Œuvres principales
Les quatre saisons rurales et urbaines
La blonde en gondole
Anton Maria Lamberti est un écrivain et poète vénitien, né le 12 février 1757 à Venise et décédé le 28 septembre 1832 à Belluno. 
Il est reconnu notamment pour ses poèmes en vénitien. Son poème le plus célèbre, La blonde en gondole, a été mis en musique en 1788 par le compositeur italien Simon Mayr. 